# Europäisches Bildungszentrum der Wohnungs- und Immobilienwirtschaft
Das Europäische Bildungszentrum der Wohnungs- und Immobilienwirtschaft (EBZ) ist eine gemeinnützige Stiftung mit Sitz in Bochum. Stiftungszweck ist die Förderung von Aus- und Weiterbildung, Studium und Forschung für die Wohnungs- und Immobilienwirtschaft.
Träger der Stiftung sind der GdW Bundesverband deutscher Wohnungs- und Immobilienunternehmen e.V., der Verband der Wohnungs- und Immobilienwirtschaft Rheinland Westfalen e.V. und der Bundesverband freier Immobilien- und Wohnungsunternehmen (BFW).

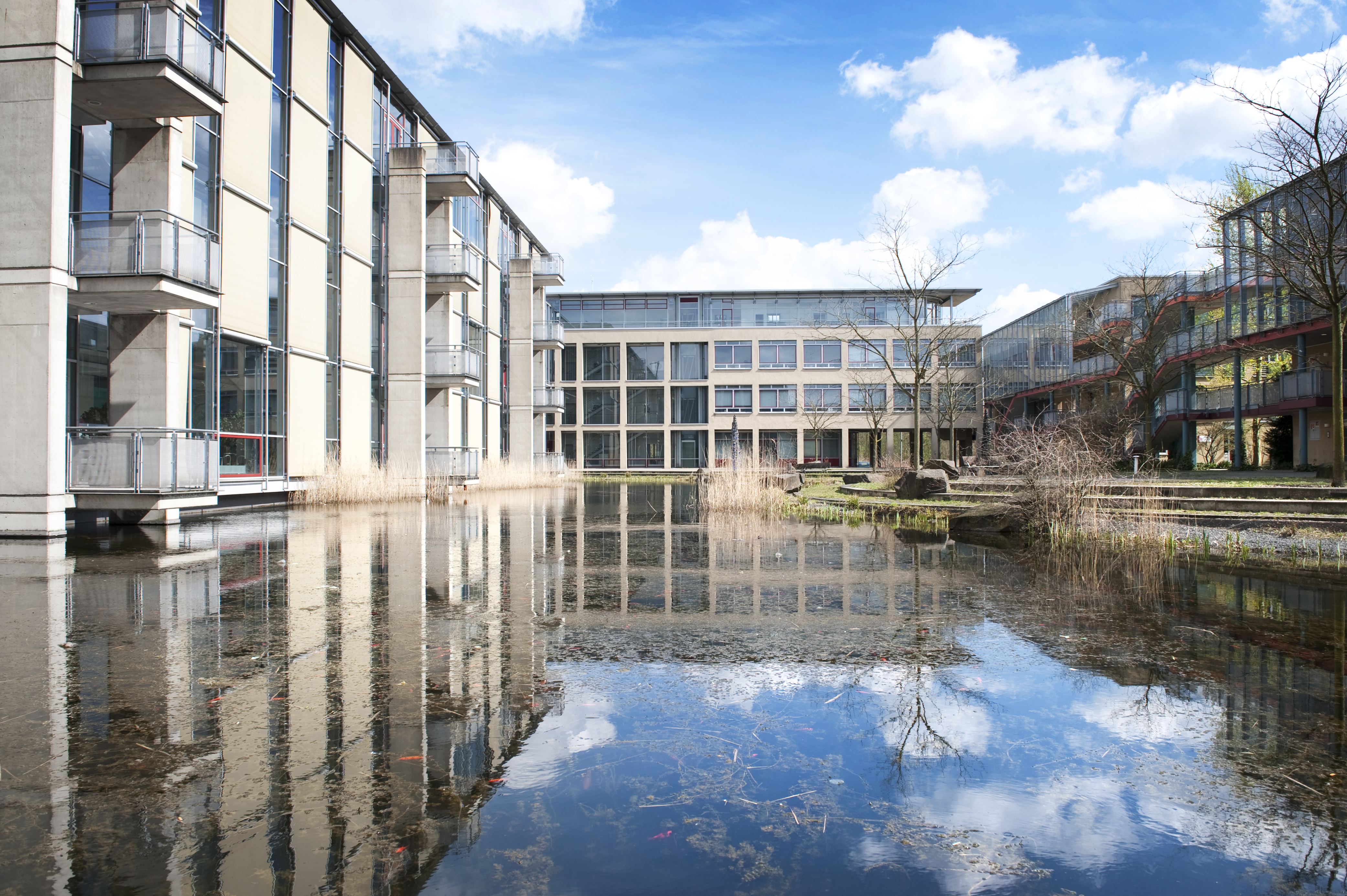
Außenansicht des Gebäudes

## Bereiche
Zum EBZ gehören fünf Bereiche:
- Das EBZ Berufskolleg Immobilienwirtschaft
- Die EBZ Akademie für Weiterbildung
- Die EBZ Business School – University of Applied Sciences
- Das Institut für Wohnungswesen, Immobilienwirtschaft, Stadt- und Regionalentwicklung (InWIS)
- Die EBZ Service GmbH mit einem Campushotel

## Geschichte
Die Stiftung wurde 1957 als Ausbildungswerk der Wohnungswirtschaft gegründet mit dem Ziel, den hohen Bedarf an qualifiziertem Personal für den Wohnungsbau in der jungen Bundesrepublik zu decken. Das Land war stark zerstört, und es herrschte großer Wohnungsmangel. Einen Ausbildungsberuf für die Branche gab es zu diesem Zeitpunkt noch nicht. Der erste Standort war Hösel, ein Stadtteil von Ratingen. Erster Schulleiter war Dr. Hans Joachim Haertler, der 1959 mit 140 Schülern startete.
Das Ausbildungswerk der Wohnungswirtschaft sollte bis Ende der 1980er Jahre die einzige Bildungseinrichtung der gesamten Immobilienwirtschaft in Deutschland bleiben.
Mit dem Wegfall des Wohnungsgemeinnützigkeitsgesetzes Ende der 1980er Jahre stieg der Bedarf an Managementkompetenzen, der über die Angebote des Ausbildungswerks hinausging. Deshalb gründeten der GdW Bundesverband deutscher Wohnungs- und Immobilienunternehmen mit Unterstützung der Arbeitsgemeinschaft großer Wohnungsunternehmen die Führungsakademie der Wohnungs- und Immobilienwirtschaft (FWI). Sie bot zunächst Weiterbildungen und ab 2002 in Kooperation mit der damaligen Fachhochschule Gelsenkirchen den ersten Bachelorstudiengang der Branche an.

### Umzug von Hösel nach Bochum
1997 bezog das EBZ ein neues, geräumigeres Haus im Bochumer Innovationspark Springorum. Eine steigende Anzahl an Teilnehmern machten eine Erweiterung der Platz- und Angebotskapazitäten nötig. Das neue Gebäude wurde mit dem Architekturpreis des BDA ausgezeichnet. 2002 kam es zu einem Zusammenschluss mit der Führungsakademie der Wohnungs- und Immobilienwirtschaft. 2008 gründete das EBZ mit der EBZ Business School eine eigene Hochschule.
Sie bietet Bachelor- und Masterstudiengänge an. In Hamburg wurde ein Studienzentrum gegründet und um weitere in München und Wiesbaden ergänzt. Im Rahmen der Hochschulgründung kam es auch zu einer Erweiterung des Stifterkreises: Der Bundesverband Freier Wohnungs- und Immobilienunternehmen (BFW) beteiligte sich im Rahmen einer Zustiftung am EBZ.

## Spektrum der Bildungsangebote
Das EBZ bietet Bildungsangebote für die Wohnungs- und Immobilienwirtschaft an, zum Beispiel die Erstausbildung zum Immobilienkaufmann und Weiterbildungs- bzw. Studienangebote.

### Ausbildung am EBZ Berufskolleg Immobilienwirtschaft
Das EBZ Berufskolleg Immobilienwirtschaft ist eine staatlich anerkannte Ersatzschule und die bundesweit größte Schule für Immobilienkaufleute. Der Unterricht im Berufskolleg erfolgt auf der Grundlage der Lehrpläne des Landes Nordrhein-Westfalen. Die Berufsschule bildet die Basis für weitere Bildungsmöglichkeiten im EBZ. Die Fachschule für Wirtschaft (Fachrichtung Wohnungswirtschaft und Realkredit) bietet einen Bildungsgang zum Staatlich geprüften Betriebswirt an.

### Aus- und Weiterbildung an der EBZ Akademie
Die Weiterbildungsangebote der EBZ Akademie richten sich zum einen an private Personen, die sich für Tätigkeiten in der Wohnungswirtschaft oder der Immobilienwirtschaft mit zusätzlichen Kompetenzen ausstatten wollen, zum anderen aber auch direkt an Wohnungsunternehmen und Immobilienunternehmen, die ihre Mitarbeiter schulen und fördern wollen. Alle Weiterbildungsangebote der EBZ Akademie sind daher berufsbegleitend konzipiert.
Die Bildungsangebote des Europäischen Bildungszentrums der Wohnungs- und Immobilienwirtschaft lassen sich zum einen in kurzfristige (wie etwa Webinare, Seminare, Fachtagungen) und längerfristig angelegte Weiterbildungen gliedern (wie etwa Lehrgänge und Fernlehrgänge).
Zudem berät und unterstützt die EBZ Akademie Unternehmen bei der Weiterbildung der Mitarbeiter, bei der Talent- und Führungskräfteentwicklung und bei der Akquise neuer Fachkräfte.

### Studium an der EBZ Business School – University of Applied Sciences
Das Studienangebot der EBZ Business School gibt der Wohnungs- und Immobilienbranche die Möglichkeit, kluge und motivierte Nachwuchskräfte auf verantwortungsvolle Aufgaben vorzubereiten. Unsere immobilien-wirtschaftliche Hochschule hat es sich zum Ziel gemacht, das eigenständige Denken und Handeln sowie das fachliche Know-how der rund 1.200 Studierenden zu erweitern und erste Führungskompetenzen zu vermitteln.
Seit der Eröffnung der Hochschule sind folgende Studiengänge von der FIBAA akkreditiert:
- Bachelor of Arts Business Administration.
- Bachelor of Arts Real Estate.
- Bachelor of Arts Real Estate Distance Learning.
- Master of Arts Real Estate Management.
- Master of Arts Real Estate Management Distance Learning.
- Master of Science Projektentwicklung.

## Weitere EBZ-Bereiche

### Das Forschungs- und Beratungsinstitut InWIS
Auf Basis von Analysen unterstützt das Forschungs- und Beratungsinstitut InWIS Wohnungsunternehmen, Projektentwickler, Bauträger sowie Ministerien, Kommunen und Kreise bei deren Planungen und Entscheidungen. Die Erkenntnisse aus der Forschung fließen direkt in die Lehre und die Bildungsangebote am EBZ ein.

### EBZ Service GmbH
Die EBZ Service GmbH bietet Unterkunftsmöglichkeiten für Berufsschüler und Gäste.